# Route FUKUSHIMA 〜STARLIGHT TOUR〜
『Route FUKUSHIMA 〜STARLIGHT TOUR〜』は吉井和哉のライブ・ビデオ。

## 解説
『YOSHII KAZUYA STARLIGHT TOUR 2015』の特別公演である、2015年7月10日に郡山Hip Shot Japanで開催された模様を収録したものが会員限定で販売された。9と10の間に「You Can Believe」、14と15の間に「太陽が燃えている」が披露されているが未収録。

## 収録曲
1. (Everybody is)Like a Starlight
2. SPARK
3. VS
4. 紅くて咲こうとした恋の
5. 迷信トゥゲザー
6. TOKYO NORTH SIDE
7. Route69
8. MUSIC
9. 点描のしくみ
10. Step Up Rock
11. WINNER
12. Hattrick'n
13. I Love You Baby
14. ONE DAY
15. FLOWER
16. ボンボヤージ